# 배음렬

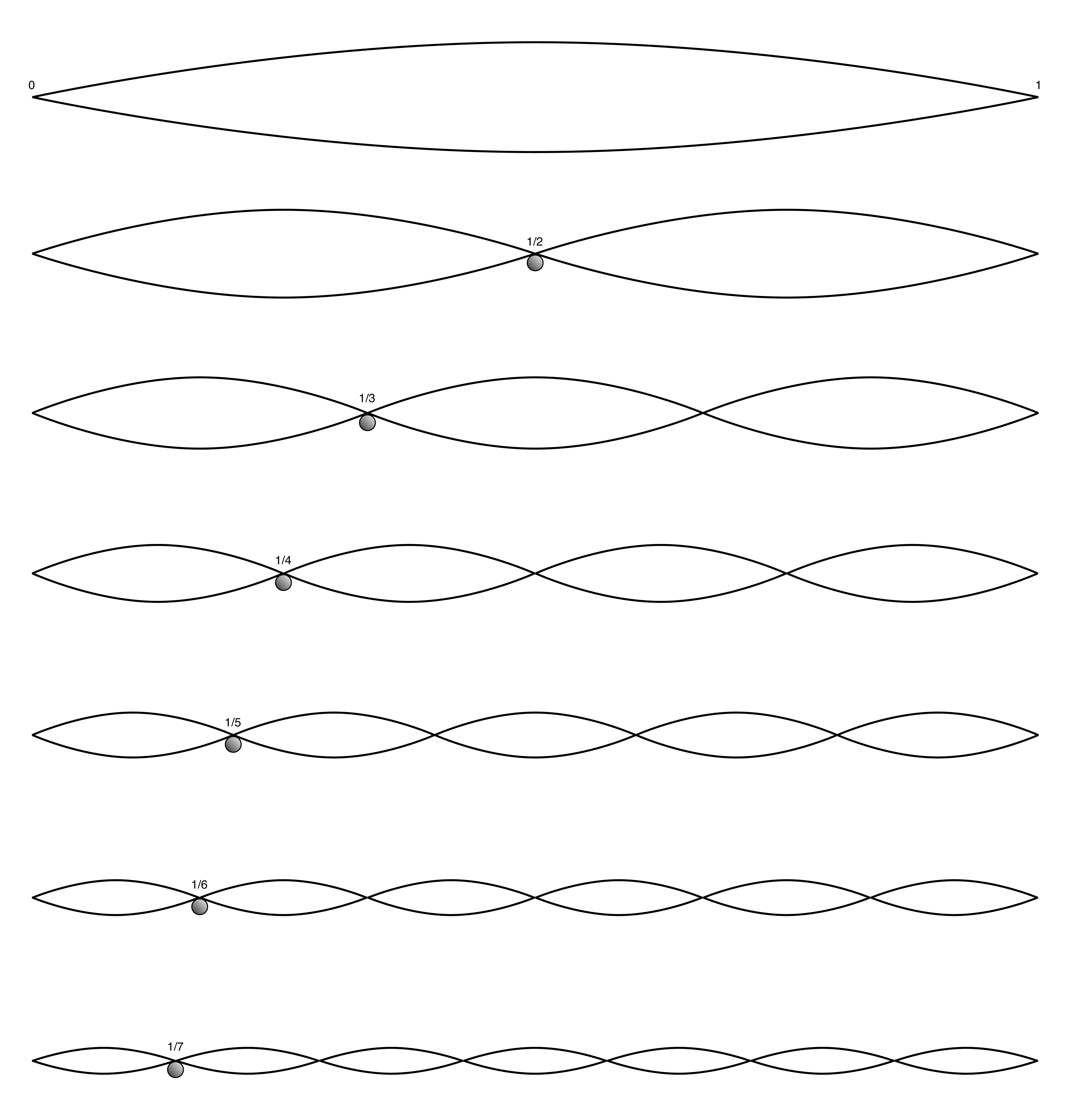
배음렬

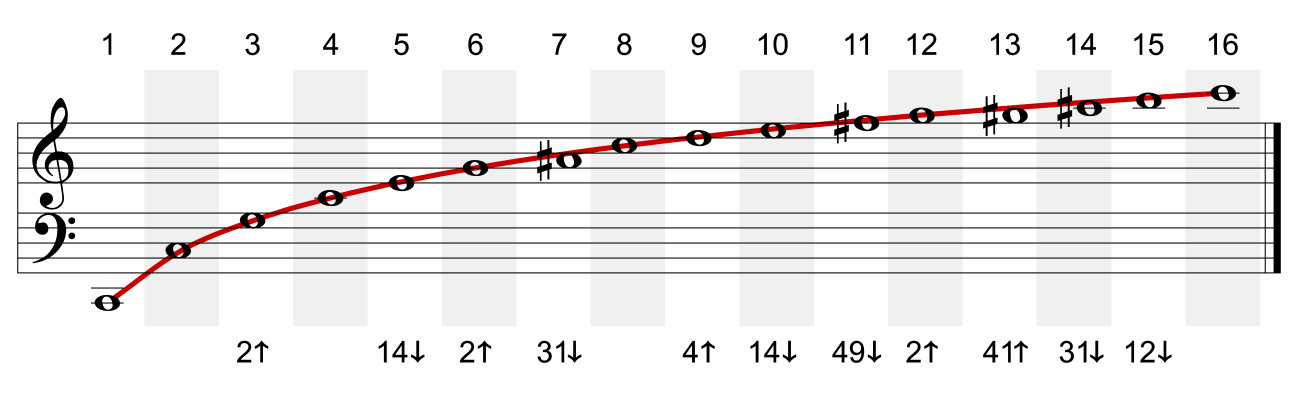
다 음의 배음렬.

배음렬(倍音列)은 기본음의 모든 배음을 나열한 것이다.
악기의 소리를 분석해 보면 대부분 기본음(기음)과 배음으로 구성되어 있다. 여기서 기본음이란 악기 소리의 음고를 알려주는 음입니다. 우측 그림 (배음렬)과 아래 그림 (다음의 배음렬)은 정수 배음을 가지고 있는 악기에서 나타나는 구성음에 대한 그림인데, 우측의 맨위 첫번째 모양과 아래 그림의 1번이 기본음을 의미한다고 볼 수 있습니다. 여기에서의 기본음의 높이는 C2 에 해당합니다.
기본음을 제외한 나머지 음들을 배음이라 부르는데, 많은 배음들은 기본음과 배수의 관계성을 가지고 있습니다. 아래 다 음의 배음렬에서 2번부터 16번까지를 모두 배음이라 부르며, 그 순서대로 2번을 1번(기본음)의 첫번째 배음, 3번을 1번(기본음)의 두번째 배음, 4번을 1번(기본음)의 세번째 배음 등등으로 이해하시면 됩니다. 다시 말하면, 여기서 홀수 배음이란 말은 2번, 4번, 6번 등등. 왜냐하면 C2를 나타내는 1번은 기본음이지 배음은 아니기 때문입니다.
간혹, 오버톤(독일어 Overton)이란 말을 사용하여 표현하기도 하는데, 독일어에서 Overton 이란 기본음을 제외한 배음들을 지칭합니다. 즉, 어떤 기본음과의 나타난 1차 배음은 1차 오버톤, 2차 배음은 2차 오버톤입니다.
하모닉스란 말은 기본음과 배음 모두를 포함해서 사용하는 개념으로, 기본음이 1번 하모닉스, 1차 배음 (그림에서 2번)이 2번 하모닉스, 2차 배음 (그림에서 3번)이 3번 하모닉스 등등 순서로 보시면 됩니다.
부분음 (독일어 Teilton)은 하모닉스와 동일한 개념으로 이해하면 된다. 즉, 하모닉스처럼 기본음과 배음을 순서대로 칭하는 말입니다. 예를 들어, 첫째 부분음은 기본음입니다.

## 같이 보기
- 화음
- 하모닉스